# Spaniel holandès
Spaniel holandès o Kooikerhondje és un petit spaniel original d'Països Baixos que va ser utilitzat originalment com un gos de treball, especialment per la caça d'ànecs. Era molt popular al segle xvii i XVIII, i van aparèixer en les pintures de Rembrandt i Jan Steen. La raça està guanyant ràpidament popularitat als Estats Units, Canadà i Escandinàvia, on encara és relativament desconegut.

## Descripció
És un gos resistent al fred i a la humitat. És entusiasta, suau, sociable i atent. Els moviments de la seva cua atreuen els ànecs fora de l'aigua. Pot viure aproximadament 13 anys, necessita exercici i manteniment del seu pèl regularment.
- Altura: 35 a 40cm a la creu
- Pes: 10 a 15 kg
- Esperança de vida mitjana: 13 anys
- Pèl: de color taronja a vermell més o menys clar o enfosquit, longitud mitjana, lleugerament ondulat, estret contra el cos, pèl baix desenvolupat. Manteniment fàcil.
- Cap: bastant ample, una mica bombat
- Coll: Recte i musculat
- Cos: esquena sòlida, pit baix
- Cua: horitzontal, mai corbada, amb franges plomall blanc